# Gutschoven
Ne pas confondre avec Gossoncourt (Goetsenhoven en néerlandais), la section de la commune belge de Tirlemont, dans l’arrondissement de Louvain et la province du Brabant flamand.
Gutschoven ou Gossoncourt en français est une section de la commune belge de Heers située en Région flamande dans la province de Limbourg. C'était une commune à part entière avant la fusion des communes de 1971.

## Démographie

### Évolution démographique
- Sources: INS, Rem.: 1831 jusqu'en 1961 = recensements[2].